# Flugplatz Varberg

i7
i11
i13
Der Flugplatz Varberg (schwedisch: Varbergs flygplats; (ICAO-Code: ESGV)) ist ein öffentlicher Flugplatz, 4 km nordwestlich von Varberg in der schwedischen Provinz Hallands län entfernt.

## Flughafendaten
Der Flugplatz hat eine Graspiste mit 550 m Länge. Die Seehöhe beträgt 1 m. Eine zweite Landebahn 06/24 ist vom Umweltgericht gesperrt und darf von Luftfahrzeugen nur mit Sondergenehmigung genutzt werden.

## Geschichte
Ein Projekt des Flugclubs Varberg und der Gemeinde Varberg hatte das Ziel, die Landebahn zu asphaltieren, um das Fliegen in Zeiten zu ermöglichen, in denen die Graslandebahn aufgrund nasser Bedingungen keinen Halt bietet. Gegen die Entscheidung der Gemeinde legten Anwohner und Umweltorganisationen Berufung ein. Das Land- und Umweltgericht in Vänersborg hob die Entscheidung der Gemeinde und des Bezirksvorstands im Juli 2012 auf und untersagte der Gemeinde den Bau der Piste. Gegen das Urteil legte die Gemeinde Varberg Berufung ein, doch das Land- und Umweltberufungsgericht lehnte die Berufung am 22. November 2012 ab. Die Gemeinde Varberg ist für den Betrieb und die Instandhaltung des Flughafens verantwortlich. Der Flugclub von Varberg führt das ganze Jahr über Passagierflüge über Varberg durch, wenn die Grasfläche in gutem Zustand ist. Neben dem Getterövägen befindet sich ein Clubhaus mit Cafeteria. Bis 2012 wurde der Flughafen für das jährliche Oldtimer-Treffen von Wheels & Wings genutzt, bei dem auch Flugvorführungen Teil der Veranstaltung waren.